# 휴 레일리

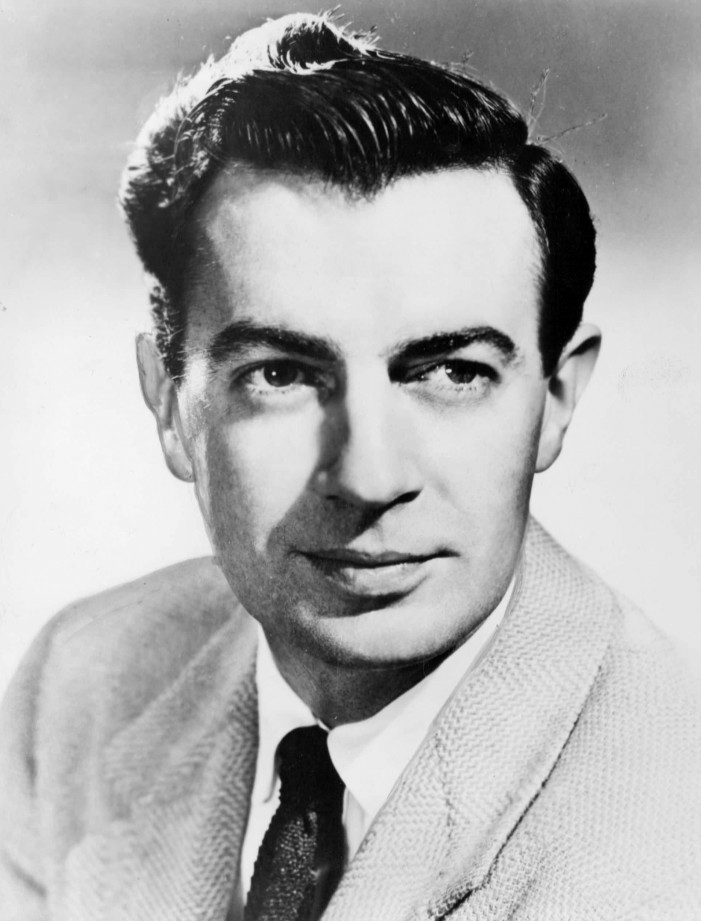

휴 레일리(Hugh Reilly, 1915년 10월 30일 ~ 1998년 7월 17일)는 미국의 배우, 연극 배우, 텔레비전 배우이다.
뉴어크에서 태어났으며 버뱅크에서 사망하였다. 사인은 폐기종이다.  포리스트 론 메모리얼 파크에 매장되었다.

## 영화
- 추카 (1967년)
- 래시 - 크리스마스 테일 (1963년)
- 달려라 래시 (1954년)
- 빛나는 승리 (1951년)
- 서스펜스 (1949년)